# François Guiguet

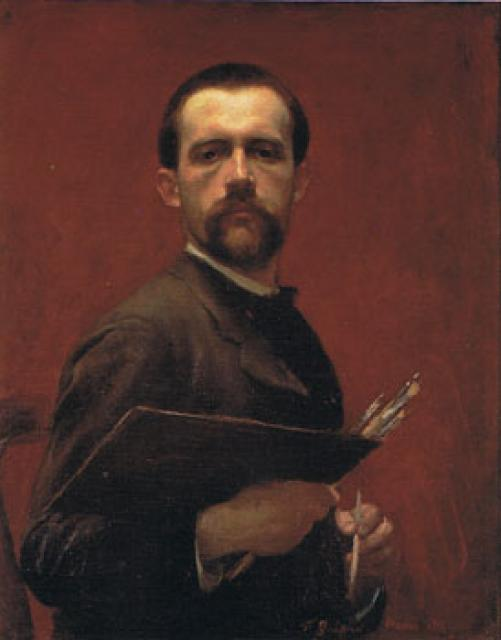
François Guiguet

François Guiguet (* 8. Januar 1860 in Corbelin, Département Isère; † 3. September 1937 ebenda) war ein französischer Maler. 

## Leben
Guiguet war das fünfte (von 12) Kind des Tischlers Joseph Guiguet und dessen Ehefrau Marie Garnier. Nach dem Wunsch seiner Familie sollte er eigentlich den Beruf seines Vaters erlernen, doch der Arzt der Familie, Dr. Gauthier, erkannte schon früh Guiguets künstlerisches Potential. Seinen ersten künstlerischen Unterricht erhielt er im Atelier des Malers Auguste Ravier. 
Dieser, ein Freund Camille Corots, brachte Guiguet schon bald mit Künstlern wie Charles-François Daubigny, Narcisso Virgilio Díaz de la Peña, Jules Dupré und Théodore Rousseau (Schule von Barbizon) zusammen. 
1883 ging Guiguet nach Paris und begann im Atelier von Alexandre Cabanel zu arbeiten. Mit dessen Hilfe konnte er 1885 mit seinem Bild „La retour du jeune Tobie“ erfolgreich an der großen Ausstellung des Salon de Paris teilnehmen. 
Mit 77 Jahren starb Guiguet am 3. September 1937 in Corbelin und fand dort auch seine letzte Ruhestätte. Seine Heimatstadt ehrt das Andenken an ihn durch das Musée François Guiguet. 

## Werke (Auswahl)
- Jeune fille faisant du crochet.
- Tête d'enfant.
- Jeune femme, jouant du violon.
- Filette.
- Le retour du jeune Tobie.